# Frosinone
Frosinone là một đô thị ở vùng Lazio, Italia, là tỉnh lỵ của tỉnh Frosinone. Thành phố này có vị trí cách khoảng 75 km về phía đông nam của Roma gần đường A1 Roma-Napoli Autostrada.
Frosinone nằm trên một ngọn đồi nhìn ra thung lũng sông Sacco bao quanh bởi các dãy núi Ernici và Lepini. Thành phố này là quê hương của các dòng họ Gesuale, Ferrante, Pollo vào thế kỷ 18.